# Liste der denkmalgeschützten Objekte in Neudörfl
Die Liste der denkmalgeschützten Objekte in Neudörfl enthält die 7 denkmalgeschützten, unbeweglichen Objekte der Gemeinde Neudörfl.

## Denkmäler
| Foto |                 | Denkmal                                                                         | Standort                                                   | Beschreibung | Metadaten |
| ---- | --------------- | ------------------------------------------------------------------------------- | ---------------------------------------------------------- | --- | --- |
| ja   | Datei hochladen | Flur-/Wegkapelle hl. Johannes Nepomuk HERIS-ID: 22631 Objekt-ID: 18965          | bei Hauptstraße 171 Standort KG: Neudörfl                  | Johannes-Nepomuk-Kapelle. Laut Inschrift erbaut 1745. 1960 bei der Regulierung der Bundesstraße abgetragen, 1969 am jetzigen Platz wiederaufgestellt und am 8. Juni 1969 geweiht. Der hochbarocke Bau über fast quadratischem Grundriss hat eine von ionischen Pilastern flankierte Fassade, in der ein korbbogiges Portal unter einem ziegelgedeckten, in der Mitte zum Spitz geschweiften Gesims sitzt, in dessen Aufsatz sich eine Polsterkartusche mit dem Rest einer Inschrift befindet. Fünfzackige Sterne bekrönen auf den seitlichen Anläufen mit Voluten und dem Schweifgiebel fünf Postamente. Die Seitenwände weisen blinde Nischen auf; das Satteldach ist ziegelgedeckt. Jenseits des barocken Klostergitters steht innen auf einer bauchigen Steinmensa ein Podest mit einem Moldausturz-Relief, darauf die überlebensgroße polychromierte Sandsteinstatue des Heiligen, seitlich flankiert von Putti, die einen Lorbeerkranz bzw. einen Palmenzweig tragen. | BDA-Hist.: Q37871300 Status: § 2a Stand der BDA-Liste: 2025-06-30 Name: Flur-/Wegkapelle hl. Johannes Nepomuk GstNr.: 549/4                             |
| ja   | Datei hochladen | Landespflegeanstalt und Rehabilitationszentrum HERIS-ID: 29054 Objekt-ID: 25683 | Hauptstraße 150 Standort KG: Neudörfl                      | Im 19. Jahrhundert hatte der größte Weinhändler Westungarns, Aron Wolf, hier seine Weinhandlung. Das Gebäude barg riesige Kellerräume. 1910 wurde Wolf in einen Weinskandal verwickelt, sein Wein aus diesem und auch aus den angemieteten Kellern wurde in den Dorfbach geschüttet. Wolf selbst verkraftete diesen Skandal nicht und nahm sich das Leben. 1928 übernahm die burgenländische Landesregierung die Ruinen der Weinkellerei, ließ sie nach Plänen von Architekt Gausse zu einem Alters- und Siechenheim um- und ausbauen. Die Institution wurde am 28. Juni 1930, eine Woche nach baulicher Fertigstellung, durch Bundespräsident Wilhelm Miklas eröffnet und trägt heute die Bezeichnung Landespflegeanstalt mit Rehabilitationsheim. Der längsgestreckte zweigeschoßige Bau mit Satteldach geht auf das Ende des 19. Jahrhunderts zurück. Das Bauwerk ist gekennzeichnet durch seine elfachsige Straßenfront mit Rundbogenportal; historistischer Dekor wurde fast gänzlich entfernt. U-förmige Anlage hinter dem Verwaltungsgebäude: Der zweigeschoßige Bau ist durch Risalite und Giebel streng symmetrisch und kleinteilig gegliedert, die Erdgeschoßzone durch farbigen Rieselputz über Natursteinsockel sowie teilweise durch Blendarkaden vom weiß gefärbelten Obergeschoß abgesetzt und als Sockelzone interpretiert. Zackenbandfriese sind im Art-déco-Stil gehalten. | BDA-Hist.: Q16216888 Status: § 2a Stand der BDA-Liste: 2025-06-30 Name: Landespflegeanstalt und Rehabilitationszentrum GstNr.: 453/1                    |
| ja   | Datei hochladen | Ehem. Esterhazysches Kastell HERIS-ID: 33156 Objekt-ID: 30489                   | Hauptstraße 154 Standort KG: Neudörfl                      | Die Hofleithamühl ist ein 1650 von Graf Nikolaus Esterházy de Galantha begonnenes, Mühle und Wirtshaus enthaltendes, im ersten Viertel des 18. Jahrhunderts erweitertes Kastell (im ungarischen Raum übliche Bezeichnung für einen adeligen Gutshof): ein zweigeschoßiger Bau mit zwei Flügeln, dessen dreizehnachsige Hauptfront von einem mit geschweiftem Rundgiebel und fürstlich Esterházyschem Wappen gekrönten Portal erschlossen wird. Die Mühle befand sich an der Nordseite des Hauptgebäudes, im langen Südtrakt unten das Wirtshaus, oben die fürstlichen Zimmer mit einer großen Küche. 1714 erbaute der Mattersdorfer Jude Simon Lazarus auf seine Kosten ein Bräuhaus. 1740 und 1741 wurde das Hauptgebäude umgebaut und erhielt damals die noch heute bestehende Form. 1740: „Das Leytha Wirthshaus der Erste Stock“, die oberen und unteren Zimmer, die Mühle wurde erneuert und das Sagmüllerhäusel neu erbaut. 1767 entstand unter Leitung des fürstlichen Hofzimmermeisters aus Eisenstadt, Matthias Mathes, ein zweigeschoßiges Badehaus mit sechs Badstuben und sieben Zimmern. Nach dem Erdbeben vom 27. Februar 1768 erhielt ein Eisenstädter Maurermeister den Auftrag für die Neuaufrichtung von vier Kaminen auf dem Wirtshaus. Die Mühle war bis 1927 in Betrieb, das Wirtshaus bis ca. 1942. Nach 1971 wurde das Gebäude als Privatwohnhaus innen restauriert, 1974 die Fassade wiederhergestellt und 1976 das Dach mit Eternit gedeckt. 1982 kam das Kastell an die Caritas. | BDA-Hist.: Q37950521 Status: Bescheid Stand der BDA-Liste: 2025-06-30 Name: Ehem. Esterhazysches Kastell GstNr.: 477/1                                  |
| ja   | Datei hochladen | Kriegerdenkmal HERIS-ID: 22634 Objekt-ID: 18968                                 | bei Kirchenplatz 5 Standort KG: Neudörfl                   | Quaderförmiges Kalksteinmonument mit pyramidenförmig abgetrepptem Deckstein auf roh behauenem Sockel. Auf weißer Marmortafel Inschrift mit Einweihungsdatum 4. Juli 1920. Darüber Relieftafel aus Bronze: Gefallener Krieger mit Engel, bez. F. Meixner 1919. | BDA-Hist.: Q37871342 Status: § 2a Stand der BDA-Liste: 2025-06-30 Name: Kriegerdenkmal GstNr.: 177/5                                                    |
| ja   | Datei hochladen | Kath. Pfarrkirche Mariä Geburt HERIS-ID: 22628 Objekt-ID: 18961                 | Kirchenplatz 5 Standort KG: Neudörfl                       | Ehemals Pfarrkirche Heiliger Nikolaus. Die Pfarre entstand um 1670. – Die Kirche wurde 1669 erbaut und nach ihrer Zerstörung 1683 vergrößert: Turmbau, Erweiterung und Weihe 1783. Renovierungen erfolgten im 19. Jahrhundert. 1952 wurde die wertvolle barocke Einrichtung entfernt, 1974 wurde der Bau restauriert. Baubeschreibung: großer Barockbau, gleich breite Polygonalapsis mit zwei Strebepfeilern. An die westliche Schiffwand angebauter dreigeschoßiger Turm mit steinernem Pyramidenhelm; über dem Portal Nische mit barocker Holzfigur des heiligen Nikolaus. Nordfassade mit geschweiftem Giebel. Anbauten am vierten Joch: Sakristei und Kapelle mit halbrunder Apsis. Vier Joche unter Kreuzgratgewölben zwischen Gurten auf flachen Pilastern. Dreiachsige Empore mit geschweifter Brüstung. In der Kapelle Kreuzgratgewölbe. Ölbild, am Durchgang zur Seitenkapelle, ehemaliges Wallfahrtsbild, mit Inschrift Dises Frauen-Bild ist Anno 1683 in dißen Löbl. Gotteshaus mitten in der feuersbrunst als sie von den Türcken abgebrent worden unverletzt gebliben. | BDA-Hist.: Q15840302 Status: § 2a Stand der BDA-Liste: 2025-06-30 Name: Kath. Pfarrkirche Mariä Geburt GstNr.: 178 Pfarrkirche Mariae Geburt (Neudörfl) |
| ja   | Datei hochladen | Pest-/Dreifaltigkeitssäule HERIS-ID: 22635 Objekt-ID: 18969                     | Matthias-Kollwentz-Straße 70, hinter Standort KG: Neudörfl | Eine Weinlaubsäule mit stilisiertem korinthischem Kapitell auf quadratischem Sockel, darauf Gnadenstuhlgruppe mit Gnadenstuhl, errichtet nach den Pestjahren 1710–1714 über einer ehemaligen Pestgrube. 1779 mit einer Messstiftung versehen, verbunden mit der Verpflichtung, für den Verstorbenen regelmäßig Messen zu lesen. | BDA-Hist.: Q37871355 Status: § 2a Stand der BDA-Liste: 2025-06-30 Name: Pest-/Dreifaltigkeitssäule GstNr.: 1708/2                                       |
| ja   | Datei hochladen | Bildstock, Santer-, Marien- oder Wetterkreuz HERIS-ID: 22632 Objekt-ID: 18966   | Standort KG: Neudörfl                                      | 1651 gestiftet vom Fleischhacker Sauter („SAVTER“), der auf der Straße zwischen Ödenburg und Wiener Neustadt überfallen worden war. Die Straßenräuber hatten ihm sein Leben gelassen, und aus Dankbarkeit widmeten er und seine Frau Ehlisabet den Gedenkstein. Nach schwerer Beschädigung restauriert. Der gedrungene, an allen vier Seiten mit vertieften Feldern versehene Steinpfeiler ist zwischen breit ausladender, profilierter Plinthe und Deckplatte eingespannt; letztere kragt noch weiter vor und trägt einen geschweiften Aufsatz mit Kugel. Über dem Rollwerkrahmen der Inschrift sitzt das Relief eines Cherubkopfes, im Quaderaufsatz ein Kreuzigungsrelief. | BDA-Hist.: Q37871315 Status: § 2a Stand der BDA-Liste: 2025-06-30 Name: Bildstock, Santer-, Marien- oder Wetterkreuz GstNr.: 1380/1                     |